# Otopeni
Otopeni é uma cidade da Romênia com 10.515 habitantes, localizada no judeţ (distrito) de Ilfov.